# 도침
도침(道琛, ?~661년)은 백제의 승려이다.

## 생애
660년에 백제가 나(羅)·당(唐) 연합군에 의해 패망하자, 왜국에 볼모로 갔던 부여풍을 임시 왕으로 추대했고, 주류성에서 영군장군이라 자칭하였다. 유민을 규합하여 투쟁을 벌였으나, 내분이 일어나 복신에게 살해되었다.

## 도침이 등장하는 작품
- 《삼국기》(KBS, 1992년~1993년 배우:이한승
- 《대왕의 꿈》(KBS, 2012년~2013년, 배우:정승우)